# Werelddag tegen de doodstraf

Landen die de doodstraf toepassen (2025). Legende: rood= toegepast; oranje= afgeschaft in de praktijk; groen= enkel voor oorlogsmisdaden; blauw: afgeschaft.

De Werelddag tegen de doodstraf is een herdenkingsdag, bedoeld om te pleiten voor de afschaffing van de doodstraf, en om aandacht te vragen voor de omstandigheden waarin terdoodveroordeelde gevangenen zich bevinden. De dag werd voor het eerst georganiseerd door de World Coalition Against the Death Penalty in 2003. Sedertdien heeft deze dag jaarlijks op 10 oktober plaatsgevonden.
De dag wordt gesteund door vele NGO's en regeringen in de wereld, waaronder Amnesty International, de Europese Unie en de Verenigde Naties. Op 26 september 2007 riep de Raad van Europa 10 oktober uit als Europese dag tegen de doodstraf.
Elke Werelddag tegen de doodstraf richt zich op een bepaald thema. In 2018 was het thema de levensomstandigheden van terdoodveroordeelden. Eerdere thema's waren onder andere armoede, terrorisme, drugsmisdrijven en geestelijke gezondheid.